# Список шведських імен

## A
- Aage — Оге
- Abraham — Абрагам
- Ada — Ада
- Adalbert — Адальберт
- Adam — Адам
- Adela — Адела
- Adelgund — Адельґунд(а)
- Adelheid — Адельгейд(а)
- Adelina — Аделіна
- Adelinde — Аделінда
- Adeltraud — Адельтрауд
- Adeltraut — Адельтраут
- Adina — Адіна
- Adolf — Адольф
- Adolfina — Адольфіна
- Adrian — Адріан
- Adriane — Адріана
- Agatha — Аґата
- Agda — Аґда
- Agnes — Аґнес
- Albert — Альберт
- Albertina — Альбертіна
- Albin — Альбін
- Albina — Альбіна
- Alex — Алекс
- Alexander — Александер
- Alexandra — Александра
- Alexis — Алексіс
- Alf — Альф
- Alfdis — Альфдіс
- Alfons — Альфонс
- Alfred — Альфред
- Algot — Альгот
- Ali — Алі
- Alice — Аліса
- Alina — Аліна
- Allan — Аллан
- Alma — Альма
- Alva — Альва
- Alvar — Альвар
- Alvin — Альвін
- Alwina — Алвіна
- Amadeus — Амадеус
- Amalia — Амалія
- Amandus — Амандус
- Ambjörn — Амбйорн
- Amelie — Амелія
- Amos — Амос
- Anders — Андерс
- Andreas — Андреас
- Anett — Анетт(а)
- Angela — Анґела
- Angelika — Анґеліка
- Anna — Анна
- Annalisa — Аннеліса
- Annika — Анніка
- Anselm — Ансельм
- Anton — Антон
- Antonia — Антонія
- Anund — Анунд
- Ari — Арі
- Aristid — Арістід
- Armas — Армас
- Arna — Арна
- Arne — Арне
- Arngun — Арнґун
- Arnold — Арнольд
- Aron — Арон
- Arthur — Артур
- Arvid — Арвід
- Asbjörg — Асбйорґ
- Asdís — Асдіс
- Asmar — Асмар
- Asmund — Асмунд
- Astrid — Астрід
- August — Август
- Augusta — Августа
- Augustin — Августін
- Augustine — Августіна
- Axel — Аксель

## B
- Balder — Бальдер
- Balthasar — Бальтазар
- Barbara — Барбара
- Barbro — Барбро
- Barnabas — Барнаба
- Bärt — Берт
- Bartholomeus — Бартоломеус
- Beata — Беата
- Belinda — Белінда
- Benedikt — Бенедикт
- Benedikta — Бенедикта
- Benediktus — Бенедиктус
- Benjamin — Беньямін
- Benni — Бенні
- Bereta — Берета
- Berit — Беріт
- Bernd — Бернд
- Bernhard — Бернгард
- Bert — Берт
- Berta — Берта
- Berthold — Бертольд
- Bertil — Бертіль
- Bertin — Бертін
- Bertina — Бертіна
- Bertold — Бертольд
- Bertolt — Бертольт
- Bertram — Бертрам
- Bettina — Беттіна
- Birger — Бірґер
- Birgitta — Бірґітта
- Björg — Бйорґ
- Björn — Бйорн
- Blomma — Блумма
- Bo — Бу
- Bodil — Буділь
- Bonde — Бунде
- Borje — Бор'є
- Brian — Бріан (Брайан)
- Britta — Брітта
- Bror — Брур
- Bruno — Бруно
- Brynhild — Брюнгільд
- Brynhilda — Брюнгільда
- Brynolf — Брюнольф (Бринольф)
- Buntel — Бунтель

## C
- Carina — Каріна
- Carl — Карл
- Carla — Карла
- Carolina — Кароліна
- Casper — Каспер
- Catarina — Катаріна
- Catherina — Катерина
- Cathrin — Катрін
- Cecilia — Сесилія
- Charlie — Чарлі
- Charlotte — Карлотта (Шарлотта)
- Chris — Кріс
- Christen — Крістен
- Christer — Крістер
- Christian — Крістіан
- Christiana — Крістіана
- Christina — Крістіна
- Christof — Крістоф
- Christopher — Крістофер
- Clara — Клара
- Clas — Клас
- Claus — Клаус
- Clement — Клемент
- Colin — Колін
- Conrad — Конрад
- Constantin — Константін
- Cornelia — Корнелія
- Cornelius — Корнеліус
- Cristine — Крістіна
- Curt — Курт

## D
- Dag — Даґ
- Dagmar — Даґмар
- Dagni — Даґні
- Dagny — Даґні (Даґню)
- Dan — Дан
- Dana — Дана
- Daniel — Даніель
- Daniela — Даніела
- David — Давід
- Deborah — Дебора
- Denis — Денис
- Denise — Деніс
- Dennis — Денніс
- Desideria — Десідерія
- Dina — Діна
- Dionys — Діоніс
- Disa — Діса
- Domar — Думар
- Dora — Дора (Дура)
- Doris — Доріс (Дуріс)
- Dorit — Доріт
- Dorothea — Доротея
- Douglas — Дууґлас

## E
- Ebba — Ебба
- Ebbe — Еббе
- Edda — Едда
- Eddie — Едді
- Edgar — Едґар
- Edit — Едіт
- Edmas — Едмас
- Edmund — Едмунд
- Edvin — Едвін
- Edward — Едвард
- Edwina — Едвіна
- Egil — Еґіль
- Eivor — Ейвор
- Eivora — Ейвора
- Ejvind — Ейвінд
- Eldar — Ельдар
- Eleonora — Елеонора (Елеонура)
- Elias — Еліас
- Elin — Елін
- Elina — Еліна
- Elis — Еліс
- Elisa — Еліса
- Elisabet — Елісабет(а)
- Ella — Елла
- Ellen — Еллен
- Ellida — Елліда
- Elliot — Елліот
- Elmer — Елмер
- Elof — Елоф
- Elsa — Ельса
- Elton — Ельтон
- Elva — Ельва
- Elvar — Ельвар
- Elvin — Елвін
- Elving — Елвінґ
- Elvira — Елвіра
- Emanuel — Емануель
- Emil — Еміль
- Emillia — Емілія
- Emma — Емма
- Emmi — Еммі
- Enei — Еней
- Engelbert — Енгельберт
- Engelbrecht — Енгельбрект
- Engelbrekt — Енгельбрект
- Enok — Енок
- Erick — Ерікк
- Erik — Ерік
- Erika — Еріка
- Erland — Ерланд
- Erna — Ерна
- Ernst — Ернст
- Esaias — Есайяс
- Esben — Есбен
- Eskil — Ескіль
- Ester — Естер
- Estrid — Естрід
- Eugen — Еуґен
- Eva — Ева
- Evabritt — Евабрітт
- Ewert — Еверт
- Ewald — Евальд
- Eyvind — Ейвінд
- Eyvor — Ейвор

## F
- Fabian — Фабіан
- Fanni — Фанні
- Felicia — Фелісія
- Felix — Фелікс
- Ferdinand — Фердінанд
- Filip — Філіп
- Filippa — Філіппа
- Finn — Фінн
- Flora — Флора
- Folke — Фульке
- Frank — Франк
- Franka — Франка
- Frans — Франс
- Fransina — Франсина
- Fred — Фред
- Frederik — Фредерік
- Frederika — Фредеріка
- Fredrik — Фредрік
- Fredrika — Фредріка
- Frej — Фрей
- Frid — Фрід
- Frida — Фріда
- Fridolf — Фрідольф
- Frieda — Фріда
- Frigg — Фріґґ
- Fritiof — Фрітьоф
- Frithjof — Фрітьйоф
- Fritz — Фрітс
- Frode — Фруде
- Frost — Фрост
- Fylgia — Фюльґія

## G
- Gabriel — Ґабрієль
- Gabriela — Ґабрієла
- Gaby — Ґабі
- Geir — Єйр
- Genni — Єнні
- Georg — Єорґ
- Gerald — Єральд
- Gerd — Єрд
- Gerda — Єрда
- Gerhard — Єргард
- Gerhilde — Єргільда
- Germund — Єрмунд
- Gert — Єрт
- Gerta — Єрта
- Gertrud — Єртруд
- Gertrude — Єртруда
- Gio — Їо
- Git — Їт
- Gitta — Їтта
- Gjord — Юрд
- Gorm — Ґорм
- Gottfried — Ґоттфрід
- Gotthard — Ґоттгард
- Gottlieb — Ґоттліб
- Gregor — Ґреґор
- Greta — Ґрета
- Grim — Ґрім
- Gro — Ґру
- Gudmar — Ґудмар
- Gudrun — Ґудрун
- Guje — Ґуйе
- Gulbran — Ґульбран
- Gull — Ґулль
- Gullan — Ґуллан
- Gun — Ґун
- Gunde — Ґунде
- Gunnar — Ґуннар
- Gunnel — Ґуннель
- Günter — Ґюнтер
- Gustav — Ґустав

## H
- Hakan — Гакан
- Håkan — Гокан
- Halldis — Гальдіс
- Halvard — Halvard
- Hampus — Гампус
- Hanna — Ганна
- Hans — Ганс
- Harald — Гаральд
- Haralda — Гаральда
- Hardi — Гарді
- Harriet — Гаррієт
- Harry — Гаррі
- Hasse — Гассе
- Hedda — Гедда
- Hedvig — Гедвіґ
- Heidi — Гайді
- Helena — Гелена
- Helge — Хельге
- Helina — Геліна
- Helmer — Гельмер
- Helmich — Гельмік
- Helmut- Гельмут
- Henning — Геннінґ
- Henriette — Генрієтта
- Henrik — Генрік
- Henry — Генрі
- Herbert — Герберт
- Hermann — Германн
- Hermine — Герміна
- Hermod — Гермуд
- Hilda — Гільда
- Hildeborg — Гільдеборґ
- Hildebrand — Гільдебранд
- Hilding — Гільдінґ
- Hildemar — Гільдемар
- Hilmar — Гільмар
- Hjalmar — Яльмар
- Holger — Гольґер
- Holm — Гольм
- Holme — Гольме
- Hubert — Губерт
- Huberta — Губерта
- Hubertus — Губертус
- Hugo — Гуґо
- Hulda — Гульда

## I
- Ida — Іда
- Ilse — Ільса
- Immanuel — Іммануель
- Inga — Інґа
- Ingeborg — Інґеборґ
- Inger — Інґер
- Ingmar — Інґмар
- Ingrid — Інґрід
- Ingvar — Інґвар
- Irene — Ірена
- Iris — Іріс
- Irma — Ірма
- Isabella — Ісабелла
- Isak — Ісак
- Isolde — Ізольда
- Ivan — Іван
- Ivar — Івар
- Iver — Івер
- Iwar — Івар

## J
- Jack — Якк
- Jacob — Якоб
- Jahn — Ян
- Jakob — Якоб
- Jan — Ян
- Jarl — Ярль
- Jenni — Єнні
- Jens — Єнс
- Joel — Юель
- Johan — Юган
- Johannes — Юганнес
- John — Йон
- Jon — Йон (Юн)
- Jonas — Юнас
- Jonathan — Юнатан
- Jorgen — Юрґен
- Jörn — Єрн
- Josef — Юсеф
- Josefin — Юсефін
- Jöst — Єст
- Julian — Юліан
- Julius — Юліус
- Jurd — Юрд
- Just — Юст

## K
- Karl — Карл
- Karolina — Кароліна
- Kasper — Каспер
- Katarina — Катаріна
- Kelvin — Кельвін
- Kerstin — Керстін
- Keve — Кеве
- Kevin — Кевін
- Kim — Кім
- Kjell — Челль
- Klara — Клара
- Klas — Клас
- Klaudia — Клаудія
- Knud — Кнуд
- Knut — Кнут
- Knutsson — Кнутссон
- Kolbjörn — Кольбйорн
- Konrad — Конрад
- Konstantia — Констанція
- Korinne — Корінна
- Kornelius — Корнеліус
- Kristian — Крістіан
- Kristiana — Крістіана
- Kristina — Крістіна
- Kristine — Крістіна
- Kristofer — Крістофер
- Kurt — Курт

## L
- Lars — Ларс
- Larse — Ларса
- Lasse — Лассе
- Lauritz — Лауріц
- Lea — Лея
- Leck — Лекк
- Leif — Лейф
- Leino — Лейно
- Lelle — Лелле
- Lena — Лена
- Lenn — Ленн
- Lennart — Леннарт
- Leo — Лео
- Leon — Леон
- Leonard — Леонард
- Leopold — Леопольд
- Levi — Леві
- Liam — Ліам
- Liliane — Ліліана
- Linnea — Ліннея
- Linus — Лінус
- Lisa — Ліса
- Lissi — Ліссі
- Liv — Лів
- Liza — Ліза
- Loke — Луке
- Lone — Лона
- Lorens — Лоренс
- Lorenz — Лоренц
- Lotta — Лотта
- Love — Луве
- Lovis — Лувіс
- Lovisa — Лувіса
- Lucas — Лукас
- Ludde — Лудде
- Ludvig — Лудвіг
- Ludwig — Лудвіг
- Lydert — Людерт

## M
- Magdalena — Магдалена
- Maggi — Маґґі
- Magnus — Маґнус
- Mai — Май
- Malin — Малін
- Malla — Малла
- Malte — Мальте
- Manne — Манна
- Marcel — Марсель
- Märeta — Мерета
- Margareta — Марґарета
- Margit — Марґіт
- Mari — Марі
- Maria — Марія
- Mariana — Маріана
- Marik — Марік
- Martha — Марта
- Märtha — Мерта
- Martin — Мартін
- Mathias — Матіас
- Matilda — Матільда
- Matteo — Маттео
- Mattias — Маттіас
- Maud — Мод
- Mauritz — Моріц
- Max — Макс
- Maximilian — Максиміліан
- Maybritt — Майбрітт
- Melker — Мелькер
- Melvin — Мельвін
- Merete — Мерета
- Mia — Мія
- Michael — Мікель
- Mickel — Міккель
- Mikaela — Мікаела
- Mildrid — Мілдрід
- Milo — Міло
- Milton — Мільтон
- Mimi — Мімі
- Minna — Мінна
- Mio — Міо
- Mona — Мона
- Monika — Моніка
- Moritz — Моріц
- Mua — Муя
- Muck — Мукк

## N
- Naemi — Наемі
- Nai — Най
- Naima — Найма
- Nancy — Нансі
- Natan — Натан
- Natanael — Натанаель
- Nelly — Неллі
- Neo — Нео
- Nestor — Нестор
- Niclas — Ніклас
- Nikolai — Ніколай
- Nils — Нільс
- Nina — Ніна
- Nix — Нікс
- Noah — Нуа
- Noel — Нуель
- Nora — Нора

## O
- Oda — Уда (Ода)
- Odd — Одд
- Oden — Уден
- Oesten — Естен
- Öjvind — Ейвінд
- Ol — Уль
- Oliver — Олівер
- Olle — Улле
- Olof — Улоф
- Olov — Улов
- Oscar — Оскар
- Östen — Естен
- Osvald — Освальд
- Otto — Отто
- Ove — Уве

## P
- Palle — Палле
- Pär — Пер
- Patricia — Патрисія
- Patrik — Патрик
- Paul — Пауль
- Paula — Паула
- Per — Пер
- Peter — Петер
- Petra — Петра
- Petter — Петтер
- Philip — Філіп
- Plog — Плуґ
- Pia — Пія
- Pontus — Понтус
- Pål — Поль

## R
- Ragna — Рагна
- Ragnar — Рагнар
- Ragvald — Рагвальд
- Rakel — Ракель
- Randi — Ранді
- Randolf — Рандольф
- Rasmus — Расмус
- Raval — Раваль
- Regina — Реґіна
- Reidar — Рейдар
- Rein — Рейн
- Rickard — Ріккард
- Robert — Роберт
- Roger — Руґер
- Roland — Роланд
- Rolf — Рольф
- Rosa — Роса
- Roy — Рой
- Ruben — Рубен
- Rudolf — Рудольф
- Runar — Рунар
- Rune — Руне

## S
- Salomon — Саломон
- Sam — Сам
- Samuel — Самуель
- Sanna — Санна
- Sara — Сара
- Sebastian -Себастіан
- Selma — Сельма
- Set — Сет
- Seved — Севед
- Siegfried — Сіґфрід
- Sigge — Сіґґе
- Sigmund — Сіґмунд
- Signe — Сіґне
- Sigrun — Сіґрун
- Sigurd — Сіґурд
- Sigvard — Сіґвард
- Silvia — Сільвія
- Sim — Сім
- Simon — Сімон
- Siri — Сірі
- Sissila — Сіссіла
- Siv — Сів
- Sivar — Сівар
- Sixten — Сікстен
- Skat — Скат
- Sofia — Софія
- Soldis — Сульдіс
- Solgerd — Сульґерд
- Solgun — Сульґун
- Solveig — Сольвейґ
- Stäffan — Стеффан
- Stellan — Стеллан
- Sten — Стен
- Stig — Стіґ
- Stina — Стіна
- Sture — Стуре
- Sune — Суне
- Susanna — Сусанна
- Svanhild — Свангільд
- Svante — Сванте
- Svea — Свея
- Sven — Свен
- Sverker — Сверкер
- Swen — Свен
- Sylvester — Сильвестер

## T
- Tage — Таґе
- Tea — Тея
- Ted — Тед
- Terje — Тер'є
- Theo — Тео
- Theodor — Теодор
- Thomas — Тумас
- Thommy — Томмі
- Tim — Тім
- Thor — Тур
- Thora — Тура
- Thorborg — Турборґ
- Thorsten — Торстен
- Tim — Тім
- Titus — Тітус
- Tjelvar — Чельвар
- Tom — Том
- Tomas — Томас
- Tor — Тур
- Tora — Тура
- Torbern — Турберн
- Tord — Турд
- Tore — Туре
- Torgny — Торґню
- Torhild — Тургільд
- Torkel — Торкель
- Torsten — Торстен (Тоштен)
- Torun — Турун

## U
- Ulf — Ульф
- Ulla — Улла
- Ulric — Ульрік
- Ulrika — Ульріка
- Ulv — Ульв
- Ulva — Ульва
- Una — Уна
- Uno — Уно
- Urban — Урбан
- Ursula — Урсула
- Uta — Ута

## V
- Vagn — Ваґн
- Valda — Вальда
- Valde — Вальде
- Valdemar — Вальдемар
- Valentina — Валентина
- Valfrid — Вальфрід
- Valter — Вальтер
- Vera — Вера
- Verner — Вернер
- Viborg — Віборґ
- Victor — Віктор
- Vidar — Відар
- Vigdis — Віґдіс
- Viggo — Віґґо
- Viktor — Віктор
- Viktoria — Вікторія
- Vilg — Вільґ
- Vilgot — Вільґут
- Vilhelm — Вільгельм
- Ville — Вілле
- Vincent — Вінсент
- Viola — Віола
- Viveka — Вівека
- Vollrat — Волльрат
- Volter — Вольтер

## W
- Waldemar — Вальдемар
- Walentin — Валентин
- Walter — Вальтер
- Wenche — Венке
- Werner — Вернер
- Wilhelm — Вільгельм
- William — Вільям
- Willy — Віллі
- Wilmer — Вільмер
- Wimar — Вімар
- Wåge — Воґе